# 平村ペンリウク
平村 ペンリウク（ひらむら ペンリウク、1833年 - 1903年（明治36年）11月28日）は、明治期のアイヌ指導者の一人。平取コタンのコタンコロクル（首長）。

## 人物・事績

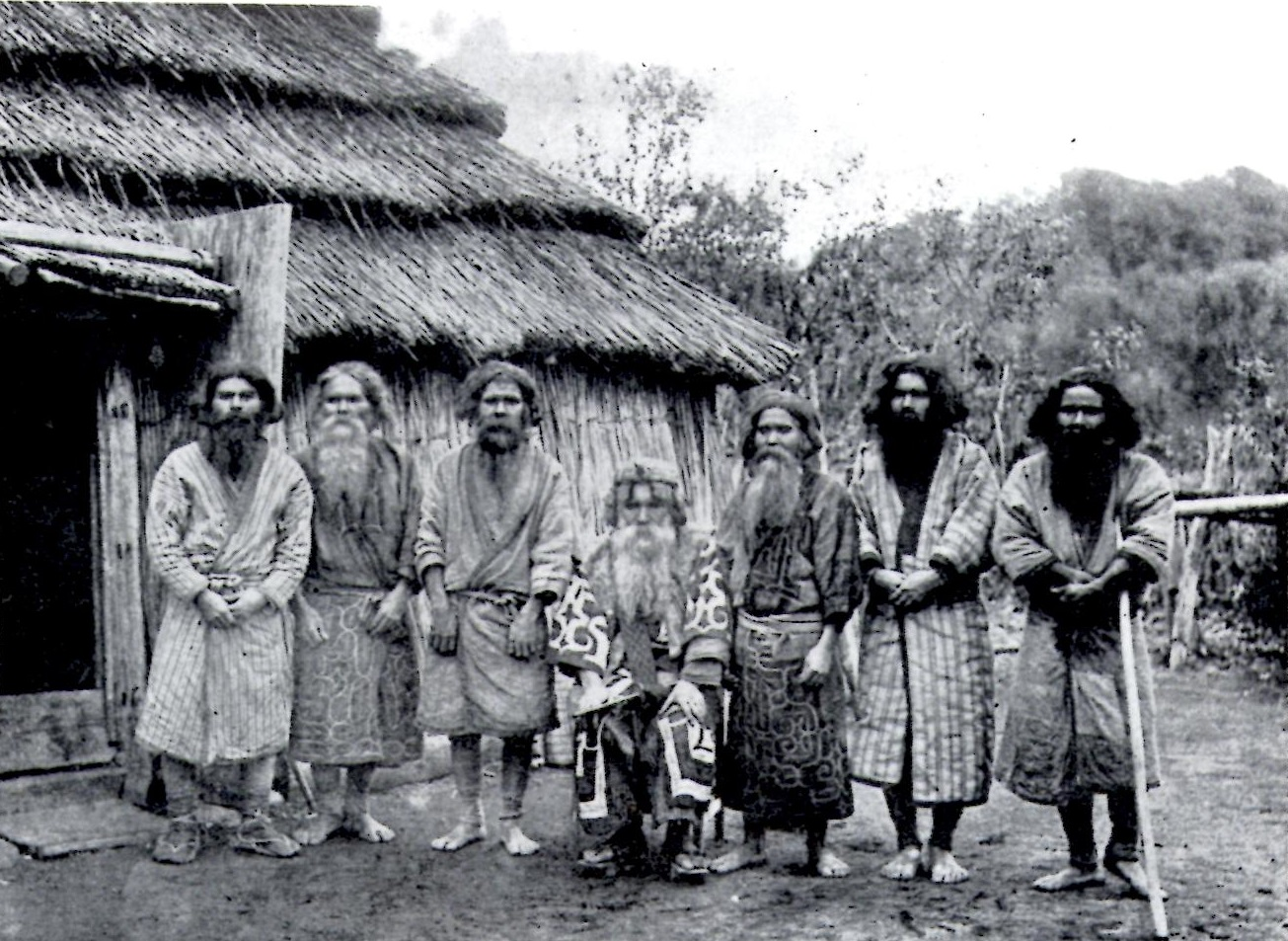
写真中央がペンリウク翁

1833年（天保4年）、平取コタンにシュロクの長男として生まれ、松浦武四郎『左留日誌』のなかにも名前が記されている。幼年の頃から勇敢で知られ、成長してからは同胞の苦難を救うためにしばしば北蝦夷地（樺太）に渡った。
1876年（明治9年）、イギリス人宣教師のウォルター・デニングはペンリウクの家に来てアイヌ語を学んだという。1878年（明治11年）、ハインリヒ・フォン・シーボルト次いでイギリス人の旅行者イザベラ・バードを迎え、バードはその滞在の思い出を紀行文に残した。また、1879年（明治12年）、平取コタンを訪問したイギリス人宣教師ジョン・バチェラーにアイヌ語を教えている。
1880年（明治13年）、現在の平取町立平取小学校の前身である佐瑠太学校・平取分校の設置に尽力し、アイヌの子弟を就学させた。1887年（明治20年）には当時の北海道庁長官の岩村通俊に呼ばれて、アイヌの現状を語っている。
1903年（明治36年）、71歳で亡くなったとき、その遺産は土地や馬を合わせて千円もあったという。
平取町の義経神社の境内には「頌徳碑」が建立されている。